# هاني عدنان البدر
هاني عدنان البدر هو منتج أغاني وموزع موسيقي كويتي أمريكي يقيم في مدينة نيويورك. عُرف بإعادة تشكيله لأغنيات ناجحة لفنانين كبار مثل مايكل جاكسون وأليشيا كيز، بالإضافة إلى إنتاجاته الأصلية. وقد وصل عمله "الطفل يريد أن يركب" الصادر عام 1999 إلى المرتبة الأولى على قائمة "بيلبورد" الأمريكية لأغاني الرقص في النوادي.
أدى عمله إلى تعاونه مع منسق الأسطوانات الراحل فرانكي ناكلز، إضافة إلى مطربين ومطربات مثل جيسون ووكر، أندريا مارتن، فايث ترنت، وغيرهم.

## السيرة الذاتية
في عام 1984، كان هاني لا يزال يعيش في الكويت، حيث بدأ كمنسق أسطوانات هاوٍ يسجّل أشرطة صوتية مختلطة داخل غرفته. بحلول عام 1988، وخلال دراسته الجامعية في مدينة دنفر الأمريكية، أصبح هاني منسقًا محترفًا يعمل في عدد من النوادي الكبرى. استطاع توفير ما يكفي من المال لشراء أجهزة مستعملة مثل المولّدات الصوتية، وآلات الإيقاع الإلكترونية، ومسجلات الأشرطة ذات الأربع مسارات من محال الرهونات. ومن خلال جهده الذاتي، تعلّم فنون تأليف موسيقى الرقص الإلكترونية، وتمكّن من إصدار عدد من التسجيلات غير الرسمية في الساحة الموسيقية تحت الأرض.
في عام 1993، بدأ هاني بإنتاج مقطوعات من نوع "الهاوس الحمضي" لصالح شركة "بلانيت إي" التابعة لكارل كريغ، وشركة "يوشيطوشي" التابعة لفرقة "ديب ديش". وسرعان ما قرر الانتقال إلى مدينة نيويورك لدراسة هندسة الصوت.
في عام 1994، التحق هاني بمعهد أبحاث الصوت في مدينة نيويورك، حيث تعلّم أساسيات الصوتيات، والدوائر الإلكترونية، والهندسة، والمزج الصوتي. وخلال فترة دراسته، قدّم طلبًا للحصول على تدريب في استوديو "باس هِت"، وهناك اكتسب فهماً أعمق لموسيقى الرقص من خلال عمله مع كبار فناني هذا النوع مثل "ماسترز آت وورك" (وهم: لوي فيغا وكيني دوب)، وروجر سانشيز، وداني تيناغليا. وقد عمل في تنظيف الاستوديو بعدهم، وجمع القمامة، وتوصيل الطعام، لكنه تعلّم في الوقت ذاته أسس ترتيب المقاطع الموسيقية ومزجها.
في أثناء ذلك، بدأ هاني مسيرته في إعادة توزيع الأغنيات، من خلال العمل على مشاريع لفنانين مثل "دي لايت"، و"ريبيركاشنز"، و"أوربان سول".

## أعماله

### الجزء الأوّل (من عام 1994 حتى بداية 1996)
- دي لايت – «نُزهة في الصيف» – إلكترَا – 1994
- دي لايت – «اتّصل بي» – إلكترَا – 1994
- ريبِركَشِنز – «لا تَعِدني بشيء» – ريبرايز – 1994
- أوربان سول – «إلى أن نلتقي مجدّدًا» – شارع كينغ – 1995
- تكنيك – «هذا البيت القديم» – شارع كينغ – 1995
- شادي – «ما كنتُ أظنّ أنني سأرى هذا اليوم» – إصدار غير رسمي – 1995
- شينيد أوكونور – «شكرًا لك» – إي إم آي – 1995 (لم يُصدر رسميًّا)
- ستينغ – «قمر الأخت» – إيه إم – بي إم – 1995
- زيغي مارلي – «قوّة التحريك» – إلكترَا – 1995
- داني تيناغليا – «انظر إلى الأمام» – ترايبل – 1995
- برُوجِكشِن – «القلب والرّوح» – دي إم سي – 1995
- دي لايسي – «الملاذ» – دي إم سي – 1995
- كاثي سليدج – «يوم آخر» – ناركوتِك – 1995
- نيو سُولُوشِن – «أحتاج إليك» – ناركوتِك – 1995
- مايكل جاكسون – «أغنية الأرض» – إيبِك – 1995
- إس أو إس – «حبٌّ مُستعار» – دي إم سي – 1995
- كاسِّيو – «أُحبّك» – إيزي – 1995
- سيمبلي رِد – «مدينة الملاهي» – دي إم سي – 1995
- الأمير – «مُنفرِد» – إصدار غير رسمي – 1995
- بيبِلز – «كأنّه آخر مرّة» – إم سي إيه – 1995
- أنجيلا لويس – «حُلم تحقّق» – غرووفيليشَس – 1996
- دي لايسي – «تلك النظرة» – ديكونستركشن – 1996
- شانغري-لاس – «امنحيه قُبلة كبيرة» – كولومبيا – 1996
- بلاك سينتس – «اليوم الأوّل» – إيموتِف – 1996

### الجزء الثاني (منتصف 1996 حتى بداية 1998)
- لوليتا – «عنوان حساس» – إيموتِف – 1996
- باز – «إيمان بالمحبّة» – آيرُن – 1996
- ديجِيمِين – «أخيرًا» – سليب آند سلايد – 1996
- جان ميشيل جار – «أوكسيجين 8» – سوني – 1996
- شون كريستوفر – «لا تفقد السحر» – دي إم سي – 1996
- ماسِّيمُو دي كاتالدو – «أنيم رو» – سوني – 1996
- رِيل تُو رِيل – «تحرّك» – بوزِيتيفا – 1996
- إلتون جون – «رجل الصواريخ» – إم سي إيه – 1996
- هوندي – «لا دخول» – مَانِيفِستو – 1996
- جاي زي وماري جاي بلايج – «الطموح» – بي إم جي – 1996
- مايكل جاكسون – «غريب في موسكو» – إيبِك – 1997
- أكاسيا – «الظلّ المُربك» – دبليو إي إيه – 1997
- ميندي كيه – «حبّ من الأعلى» – ستريكتلي رِذم – 1997
- أمبر – «ليلة أخرى» – تومي بوي – 1997
- سيندي لوبر – «أخوات أفالون» – إيبِك – 1997 (لم تُصدر رسميًّا)
- سافِج غاردِن – «إلى القمر والعودة» – كولومبيا – 1997
- ليزا ستانسفِيلد – «لن أتخلّى عنك أبدًا» – أريستا – 1997
- ترانزغلوبال أندِرغراوند – «جندي العين» – إم سي إيه – 1997
- كريستال ووترز – «أخبرتني أمّي» – ميركوري – 1997
- بينك فلويد ضد أندرورلد – «مزيج تجريبي» – إصدار غير رسمي – 1997
- تود تيري – «جاهز ليوم جديد» – مَانِيفِستو – 1997

### الجزء الثالث (1998 - 2000)
- برينبَغ – «المطر» – غروفِيليشَس – 1998
- حرب العوالم – «عشيّة الحرب» – سوني – 1998
- فيرونيكا – «أطلِق سراحي» – هولا – 1998
- آيس أوف بايس – «صيف قاسٍ» – أريستا – 1998
- مونو – «الفتاة سِلمسيا» – ميركوري – 1998
- بينك فلويد – «مزيج تجريبي» – إصدار غير رسمي – 1999
- أندريا مارتن – «انشر المحبّة» – أريستا – 1999
- أنغغُون – «سرّ البحر» – إصدار غير رسمي – 1999
- إيريك بِنِيه – «جورجي بورجي» – دبليو بي – 1999
- جودي ألبانِيز – «أنت» – كونتاجيَس – 1999
- أوندَار – «إيقاع التوفا» – إف 111 – 1999
- ديبورا كوكس – «لم أكن أعلم» – أريستا – 1999
- بينك – «ها أنتِ» – لا فايس – 1999
- راب – «الفتاة القوية» – كولومبيا – 2000
- فرقة النكهة النادرة – «بوم بوم بوم» – كيرب – 2000
- زِنك – «شخص ما وجد الحبّ» – نيرفَس – 2000
- أندرياس يونسُن – «رائع» – وارنر / كاينِتيك – 2000
- تشينجينغ فايسِز – «تلك المرأة الأخرى» – أتلانتِك – 2000

### الجزء الرابع (2001 - 2003)
- فرقة الخنافس – «إلينور ريغبي» – إصدار غير رسمي – 2001
- أولاد الشارع الخلفي – «أكثر من ذلك» – جايف – 2001
- برو – «أرُوما» – كابِيتَل – 2001
- بوستا رايمز – «ناول المشروب» – جي – 2002
- جويل – «أُخدُم الأنا» – أتلانتِك – 2002
- جاستن تِمبرلايك – «ابكِ لأجلي» – جايف – 2003
- كريستينا أغيليرا – «المقاتلة» – آر سي آي – 2003
- لوسي وودوورد – «عمياء من الصدمة» – أتلانتِك – 2003
- كيلي كلاركسُن – «آنسة الاستقلال» – (الشركة غير مذكورة رسميًّا) – 2003
- جاستن تِمبرلايك – «سينيوريتا» – جايف – 2003
- كايندريد – «بعيدًا من هنا» – هيدِن بيتش – 2003
- أمريكا – «بإمكانك أن تصنع السحر» – إصدار غير رسمي – 2003
- إلتُن جون – «هل أنت مستعد؟» – ألترا – 2003

### الجزء الخامس (2004 - 2006)
- براندي – «من تكون بالنسبة له» – أتلانتِك – 2004
- أليشيا كيز – «المذكّرة» – جي – 2004
- دايدو – «رمل في حذائي» – أريستا – 2004
- فابولَس – «طفل» – أتلانتِك – 2005
- فابولَس – «ردٌّ على الردّ» – أتلانتِك – 2005
- ميسي إليوت – «افقد السيطرة» – أتلانتِك – 2005
- روب توماس – «هكذا ينكسر القلب» – أتلانتِك – 2005
- كايتي ميلوَا – «تمامًا مثل الجنّة» – كولومبيا – 2005
- ناتاشا بِدِنغفِيلد – «غير مكتوب» – إيپِك – 2005
- ليل كيم – «أشعلوا القداحات» – أتلانتِك – 2005
- دونا سمر – «قوة الحب» – جاي ريكوردز – 2005